# Euthalia japroa
Euthalia japroa är en fjärilsart som beskrevs av Robert Christopher Tytler 1915. Euthalia japroa ingår i släktet Euthalia och familjen praktfjärilar. Inga underarter finns listade i Catalogue of Life.